# コーヒーカップ裁判
コーヒーカップ裁判（コーヒーカップさいばん）とは、宗教法人創価学会の会員と日蓮正宗持経寺との間で起きた遺骨の保管をめぐったトラブルである。

## 概要
1992年11月、川崎市にある日蓮正宗持経寺に息子の遺骨を預けていた創価学会員夫婦が、同伴した数人の学会幹部とともに息子の遺骨を受け取りに訪れ、本堂で夫が遺骨を受け取って退出した。しかし、5分後に再び本堂を訪れて遺骨が骨壷ではなくコーヒーカップに入っていたと主張したうえ、寺の遺骨管理がずさんだったと抗議し、機関紙創価新報が新聞記事として掲載した。翌1993年3月、夫妻は精神的な損害を受けたとして、損害賠償を求めて横浜地裁川崎支部に提訴した。

## 判決

### 一審判決
乙骨正生の著書によると、一審の横浜地裁川崎支部は原告側の主張を全面的に認め、遺骨が骨壷からコーヒーカップに入れ替えられたのは「被告である持経寺の保管中」との判断を示し、被告の持経寺に慰謝料各20万円の支払いを命じた。持経寺では1984年以前に納骨堂の建替などがあり、骨壷を移転する機会が3回ほどあった。一審判決では、この骨壷の移転の際に遺骨がコーヒーカップに入れ替えられていた可能性を指摘した。しかし、当時は遺骨返還をめぐって日蓮正宗と創価学会の間で数々のトラブルが発生していたため、持経寺ではトラブル対策のために寺にビデオカメラを設置していた。そのビデオには遺骨返還の模様がすべて記録されており、原告の主張はビデオテープの映像とは矛盾していたが、その矛盾については一審判決では閑視された。持経寺側はこの判決を不服とし、控訴した。

### 控訴審判決
同じく乙骨正生の著書によると、控訴審で東京高裁は審理の課程において、ビデオテープの記録と原告主張との矛盾を厳しく指摘した。裁判所は一審同様、納骨堂の建替時期とお骨が入っていたと主張したコーヒーカップの製造年月日に着目した。持経寺は1984年（昭和59年）以前に納骨堂の建替などがあり、骨壷を移転する機会が3回ほどあったが、コーヒーカップの製造業者のタイホー商事は、原告がお骨が入っていたと主張したコーヒーカップが昭和59年以降に製造販売した『キイズ・テーブルシリーズ』と証言した。裁判所は、ビデオテープの記録と製造業者の証言から遺骨が骨壷からコーヒーカップに入れ替えられていたのは、原告らの「自作自演」である可能性が高いことを指摘し、一審判決を破棄した。持経寺勝訴の逆転判決を言い渡した。原告はこの判決を不服とし、最高裁へ上告した。

### 最高裁判決
同じく乙骨正生の著書によると、1998年10月に最高裁第三小法廷は高裁判決を支持して原告側の上告を棄却し、持経寺の勝訴が確定した。創価学会は一審勝訴の際には聖教新聞などで大々的に取り上げ、持経寺や日蓮正宗の責任について言及していたが、東京高裁の逆転判決や最高裁の確定判決については、聖教新聞などではまったく報じていない。